# Michael Frömmel

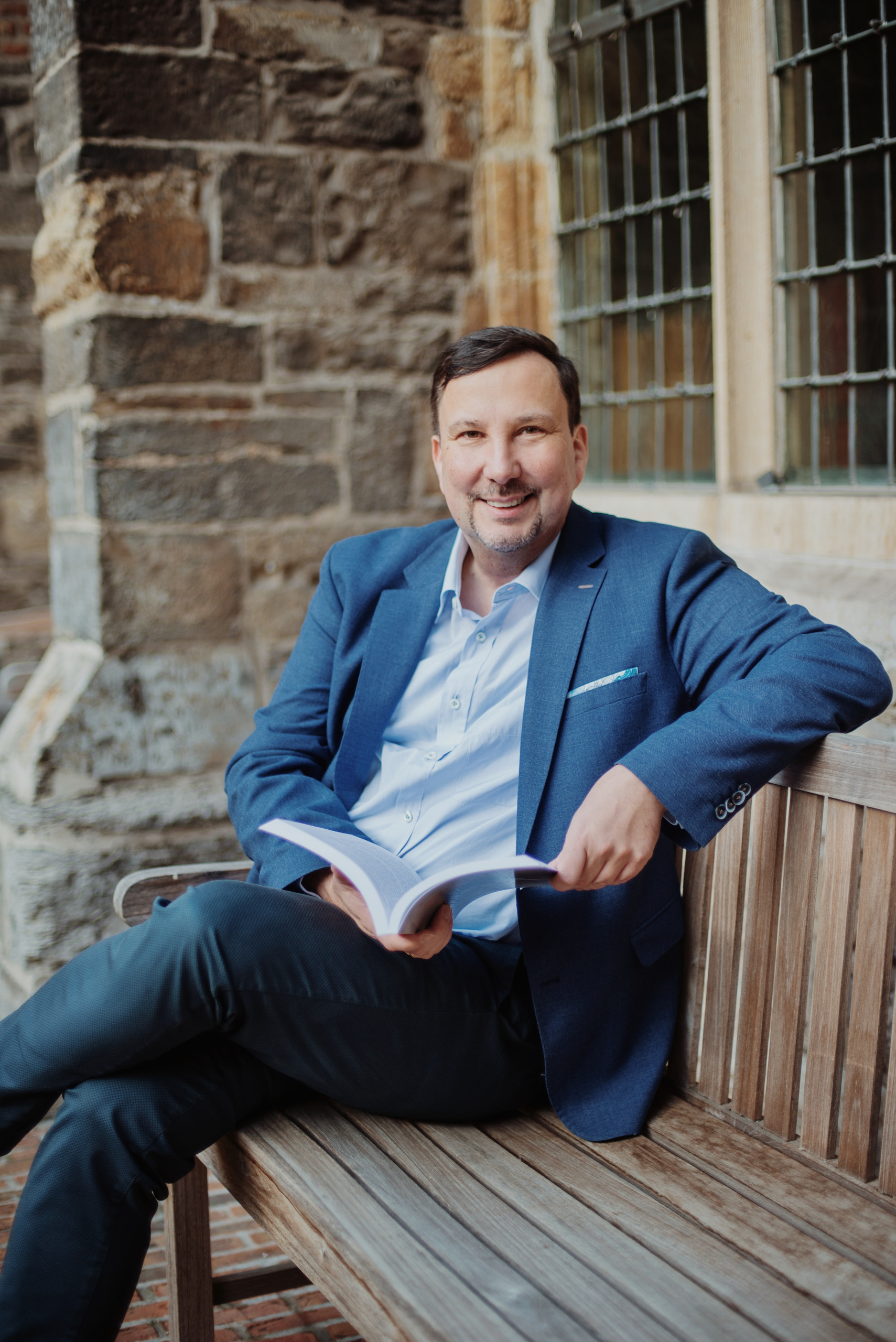
Michael Frömmel (2022)

Michael Frömmel (* 12. September 1970 in Rheydt) ist ein deutsch-belgischer Wirtschaftswissenschaftler.

## Leben
Michael Frömmel studierte von 1990 bis 1997 Mathematik und Betriebswirtschaftslehre an der RWTH Aachen und schloss sein Studium als Diplom-Kaufmann ab. 2003 promovierte er mit dem Thema „Langfristige Trends der Wechselkursvolatilität unter alternativen Währungsregimes“ bei Lukas Menkhoff an der Leibniz Universität Hannover mit summa cum laude zum Dr. rer. pol. Seit 2007 ist er Professor of Finance an der Universität Gent. Michael Frömmel unterrichtet(e) an verschiedenen europäischen und asiatischen Universitäten und forschte als Gastwissenschaftler an mehreren Zentralbanken (u. a. in Österreich, Ungarn und Bulgarien) über Finanzmärkte in Schwellenländern, insbesondere Osteuropa und Asien.
Seine Forschungsschwerpunkte sind allgemein Schwellenländer und die Mikrostruktur ihrer Devisenmärkte sowie Hedge Fonds und Commodity Trading Advisors sowie internationale Investments. Michael Frömmels gemeinsame Arbeit mit Ronald MacDonald und Lukas Menkhoff zählt zu den bedeutendsten Veröffentlichungen im Bereich der Wechselkursprognosen seit 1970.

## Schriften (Auswahl)
- Langfristige Trends der Wechselkursvolatilität unter alternativen Währungsregimes. Volkswirtschaftliche Schriften Nr. 542, Berlin: Duncker & Humblot 2005, 169 pages, ISBN 3-428-11544-9.
- mit Ronald MacDonald und Lukas Menkhoff: Markov switching regimes in a monetary exchange rate model. Economic Modelling 22:3, 2005, 485–502.
- mit Kevin Lampaert: Does frequency matter for intraday technical trading?. Finance Research Letters 18, 2016, 177–183
- mit Gert Elaut und Kevin Lampaert: Intraday momentum in FX markets: Disentangling informed trading from liquidity provision. Journal of Financial Markets 37, 2018, 35–51
- mit Xing Han, Youwei Li and Samuel A. Vigne: Low liquidity beta anomaly in China. Emerging Markets Review, March 2022, article 100832.